# Матери в танце
Матери в танце (англ. Dancing Mothers) — немой чёрно-белый фильм 1926 года. Снят по мотивам популярного бродвейского мюзикла.

## Сюжет
Этель Весткорт узнает, что у её мужа Хью есть постоянная любовница, женщина по имени Ирма, а её дочь Киттенс сверх меры увлечена светским львом Джерри Нотоном. Этель принимает решение поговорить с ним и убедить разорвать отношения с Киттенс. Встретившись с Джерри у него на квартире, Этель влюбляется в него и уводит у дочери. Хью, узнав о романтических чувствах жены к другому мужчине, просит её простить его и вернуться, но Этель уезжает в Париж, чтобы начать там новую жизнь.

## В ролях
| Актёр           | Роль             |
| --------------- | ---------------- |
| Элис Джойс      | Этель Весткорт   |
| Клара Боу       | Киттенс Весткорт |
| Норман Тревор   | Хью Весткорт     |
| Конвей Тирл     | Джерри Нотон     |
| Элеонора Лоусон | Ирма             |